# Tierpark Cottbus
De dierentuin van Cottbus of Tierpark Cottbus is een dierentuin in de Duitse stad Cottbus. De dierentuin is 25 hectare groot en huisvest ongeveer 170 diersoorten, waaronder verschillende bedreigde diersoorten.

## Geschiedenis
Het gebied waar de dierentuin is gehuisvest maakte in de 19e eeuw deel uit van Branitzer Park. Gelegen tussen de rivier Spree en het aangrenzende Branitzer Park, creëerde het Nationales Aufbauwerk van de DDR een lokale dierentuin, die op 1 juni 1954 werd geopend. Een van de eerste faciliteiten was het verblijf voor wilde zwijnen. In 1956 nam Erhard Frommhold het beheer van de dierentuin over en leidde deze tot de status van een van de acht door de staat erkende dierentuinen in de DDR. In 1958 werd een kameel vanuit de Sovjet-Unie naar Cottbus gehaald. Nadat Kunz Rauschert hem van 1963 tot 1966 opvolgde als directeur van de dierentuin, nam Klaus-Jürgen Jacob deze functie over, die hij tot 2002 bekleedde.
In 1968 werd het roofdierenhuis geopend. Leeuwen, tijgers en beren werden er sindsdien gehuisvest. In 1969 arriveerde de eerste olifant in de dierentuin. In de jaren 70 werd een olifantenhuis gebouwd, dat tegenwoordig dienstdoet als een eenvoudige stal.
De dierentuin wordt beschouwd als succesvol in het houden en fokken van watervogels . Ganzen, eenden en ooievaars behoren nu tot de vaste bewoners. De eerste Chileense flamingo werd succesvol gefokt in 1977, en een zwarte kroonkraanvogel volgde in 1979.
In 1993 vond in het Tierpark de eerste bijeenkomst plaats van de herenigde Vereniging van Duitse Dierentuindirecteuren (sinds 2014 Verband der Zoologischen Gärten, VdZ).
Met steun van de in 1994 opgerichte steunvereniging van de dierentuin en de stad Cottbus werden talloze nieuwe gebouwen gebouwd. Na de bouw van een nieuw administratie- en sociaal gebouw en de pinguïnrots in 1991 volgden in 1993 een verblijf voor stekelvarkens en stokstaartjes, een uitbreiding van het wadvogelhuis in 1994 en een gibbonhuis in 1997. In 1995 werd de entree opnieuw ingericht in samenwerking met de aangrenzende Bundesgartenschau.
In 2002 volgde Jens Kämmerling directeur Jacob op. In 2003 werd de tweede bouwfase van het buitengedeelte van het roofdierenverblijf voltooid. In 2004 volgden het verblijf voor de mara's en de ringstaartmaki's , een stal voor de kamelen en een nieuw bijgebouw. Het olifantenverblijf werd van 2002 tot 2005 herbouwd. In datzelfde jaar werd een grote volière voor ooievaars gebouwd. Sinds de zomer van 2014, na de voltooiing van de bouw van het nieuwe roofdierenverblijf, zijn er na een lange afwezigheid weer Maleise tijgers in de dierentuin. In juni 2015 werd een Noord-Chinese panter (Panthera pardus japonensis) geboren.

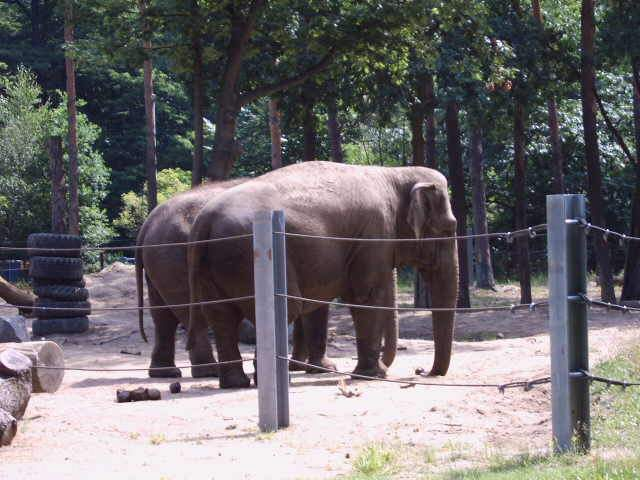
Verblijf van de Aziatische olifanten
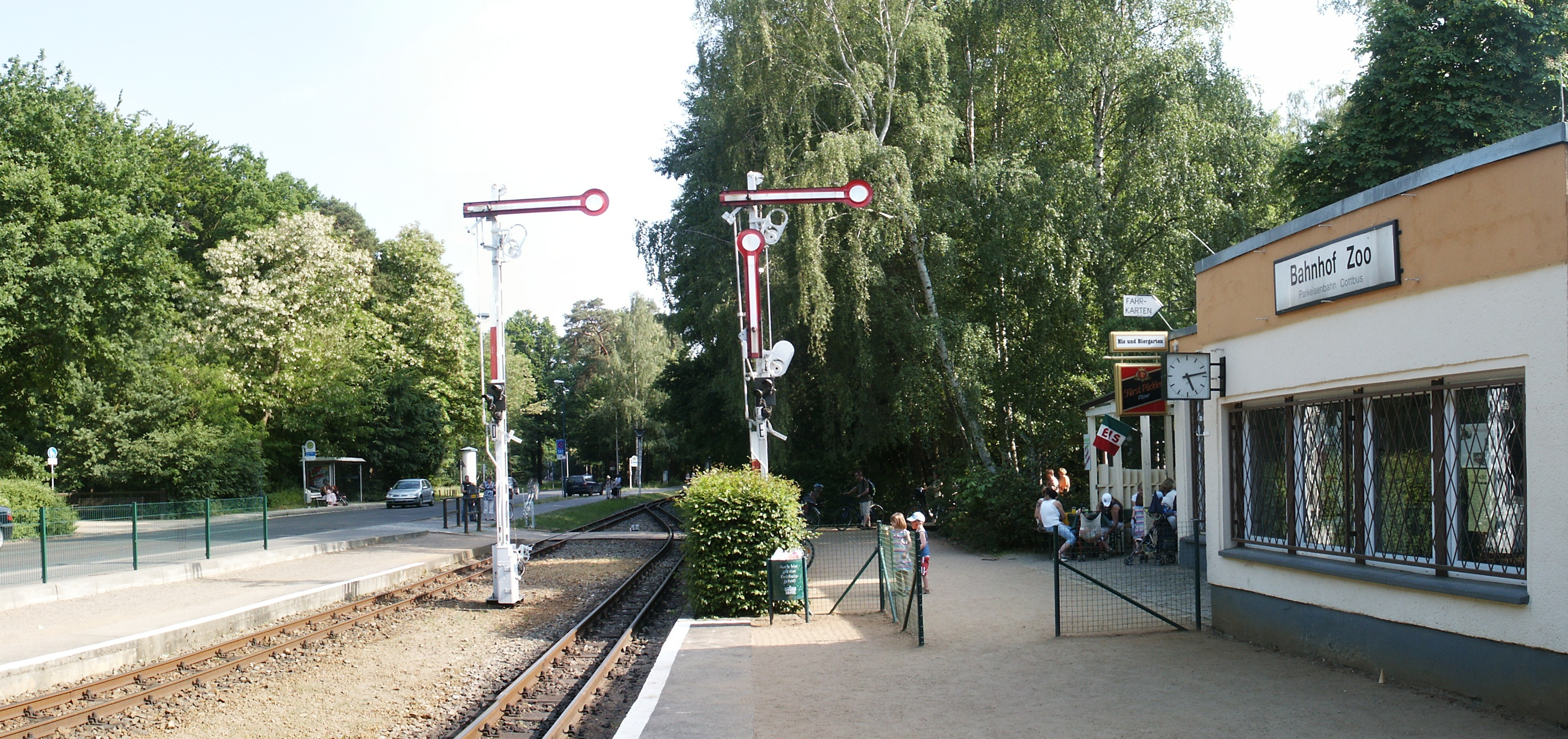
Station bij de dierentuin
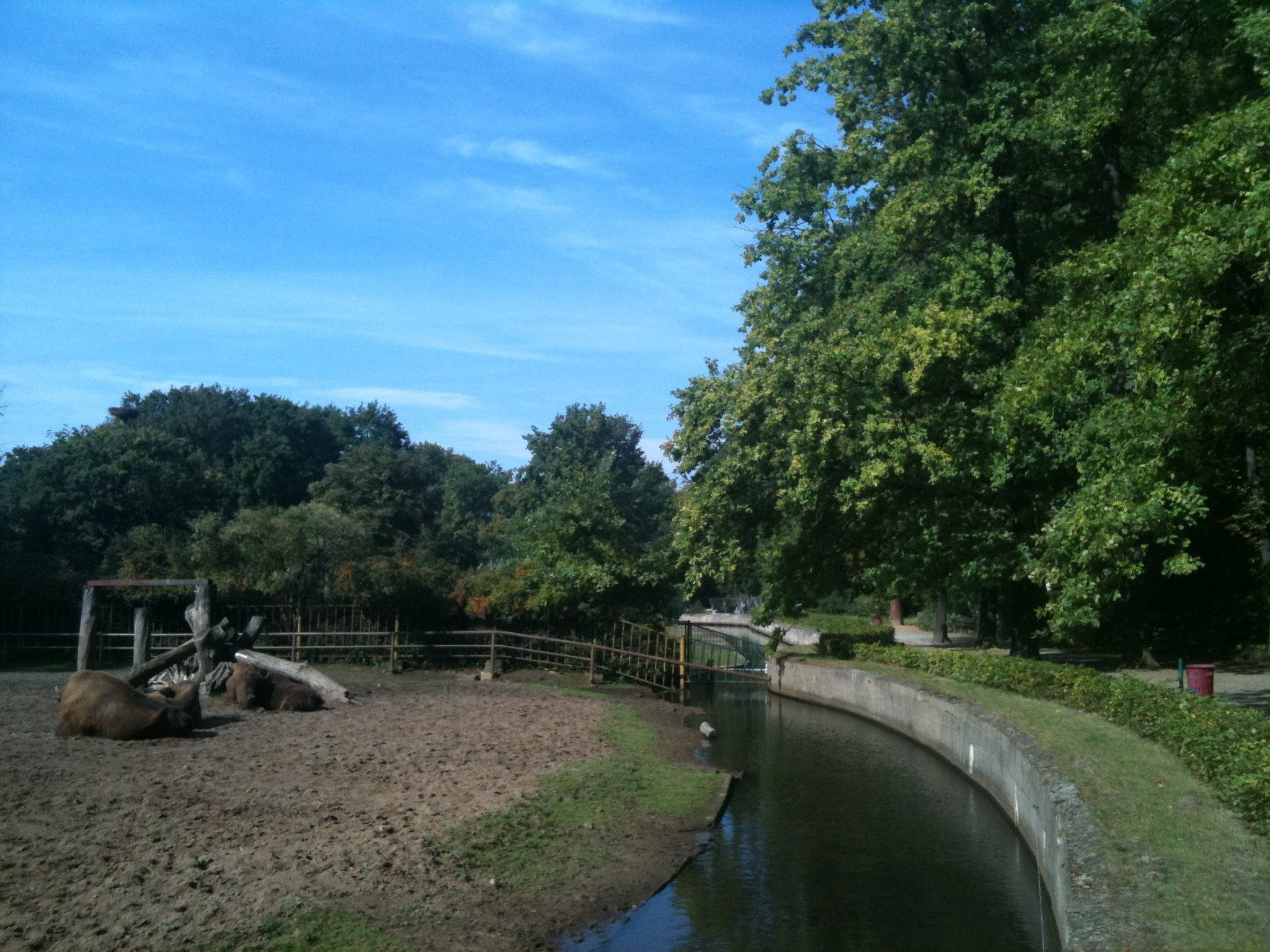
Verblijf van de bizons
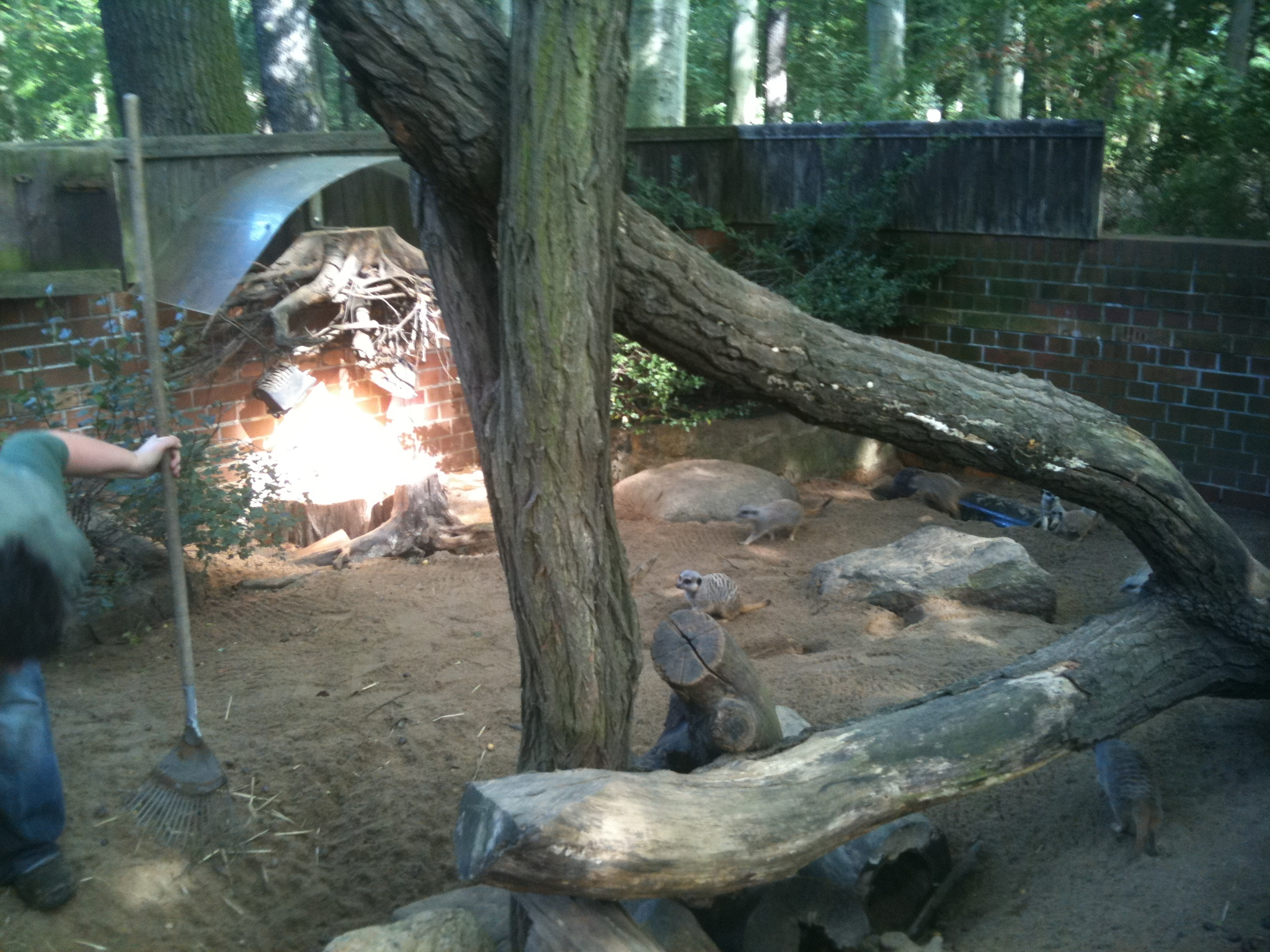
Verblijf van de stokstaartjes